# Megido
Megido (hebrejski: מגידו‎; arapski: المجیدو; Tell al-Mutesellim, grčki: Μεγιδδώ/Μαγεδδών, Megiddó/Mageddón; latinski: Mageddo; asirski: Magiddu, Magaddu, te Magidda i Makida na tablicama iz Amarne; staroegipatski: Maketi, Makitu i Makedo) je drevni grad koji je bio naseljen negdje od 7000. pr. Kr. do negdje 586. pr. Kr. Danas su od njega ostale samo ruševine (u 26 odvojenih slojeva) na brdu kod kibuca Megiddo u Izraelu.
Megido se nalazio na strateškom položaju na zapadnom rubu Jizreelske ravnice, na ulazu u jedini prolaz kroz planinski vijenac Karmel, kroz koji je vodio put iz Egipta u Asiriju. Obližnja planina Megido dala je ime Armagedonu, koji se spominje u Novom zavjetu, a što je grčki naziv za hebrejski izraz Har Megiddo, tj. "Gradina Megido".
God. 2005., Megido je, zajedno s gradovima Hazor i Tel Beer Ševa, upisan na UNESCO-ov popis mjesta svjetske baštine u Aziji i Oceaniji.

## Povijest
Megido je bio važan grad-država na sjecištu nekoliko drevnih putova koji su povezivali Egiat i Asiriju i stoga su zbog njega vladari Bliskog istoka često ratovali s Egiptom. Nekolicina bitaka se dogodila kod Megida:
- Bitka kod Megida (1469. pr. Kr.) između egipatskog faraona Tutmozisa III. i koalicije Kanaanaca koju su činili vladari Megida i Kadeša.
- Bitka kod Megida (609. pr. Kr.) između Egipta i Judejskog kraljevstva u kojoj je poginuo kralj Jošija.
- Bitka kod Megida (1918.), tijekom Prvog svjetskog rata, između Saveznika i Turske vojske.

U Starom zavjetu se spominje i pod hebrejskim imenom דרך הים‎ (Derekh HaYam ili "Put prema moru"), te je za vrijeme Rimskog Carstva bio važan dio istoimene vojne ceste Via maris.
U Novom zavjetu se spominje u knjizi Otkrivenja (Apokalipsa) u kojoj se navode budući događaji velike bitke na brdu kod Megida, tj. Armagedona, te je ovaj naziv postao sinonim za svršetak svijeta.
Megido je nenaseljen od 586. godine, iste godine kada su Babilonci uništili Salomonov hram u Jeruzalemu i odveli Izraelce u Babilonsko izgnanstvo. Stoga su građevine arheološkog lokaliteta ostali upravo onakvi kakvi su bili prije ove godine, neoštećene daljnom izgradnjom.
Danas je Megido izraelski nacionalni park i važna raskrsnica na glavnoj cesti koja povezuje središnji Izrael s Galilejom i sjevernim pokrajinama, te dolinu Jezreel kroz prolaz Wadi Ara s izraelskom morskom obalom.
- Pogled s Megida na Jezreelsku dolinu i planinu Tabor
- Kružni oltar u hramu
- Gradska vrata
- Velike staje u Megidu
- Ruševine u središtu citadele

## Vanjske poveznice
- Ekspedicija u Megido (engl.)
- Megiddo na Bibleplaces.com  Arhivirana inačica izvorne stranice od 8. prosinca 2015. (Wayback Machine) (engl.)
- Nacionalni park Tel Megiddo  Arhivirana inačica izvorne stranice od 19. srpnja 2011. (Wayback Machine) službene stranice (engl.)
- Megiddo: Tell el-Mutesellim  Arhivirana inačica izvorne stranice od 6. prosinca 2010. (Wayback Machine) na Images of Archaeological Sites in Israel